# 北亚泰大街站
北亚泰大街站是位于吉林省长春市宽城区的一个轻轨车站，属于长春轨道交通4号线。

## 车站构造
一个岛式月台，为地下车站。

### 车站楼层
| G                 | 地面 | A出口、B出口                                                                                                  |
| B1                | 站厅 | 站厅、服务中心、售票机、检票口                                                                                |
| B2                | 站台 | \| \| \| █ 4号线往长春站北（終點站） \| \| 島式 · 開左邊车门 \| \| \| \| \| \| █ 4号线往天工路（伪满皇宫） \| |
|                   |      | █ 4号线往长春站北（終點站）                                                                                   |
| 島式 · 開左邊车门 |      | |
|                   |      | █ 4号线往天工路（伪满皇宫）                                                                                   |

### 车站出入口
车站本身设置2个出入口，A口位于北亚泰大街西侧，B口位于铁北一路北侧。
|          |      |                         |                  |  |
| 出口编号 | 照片 | 出口指示                | 建议前往的目的地 |  |
| 出口 · A |      | 北亚泰大街西 铁北一路北 | 北亚泰大街       |  |
| 出口 · B |      | 铁北一路北              | 铁北一路         |  |

## 车站周边
东道口立交桥

## 历史
- 2012年5月6日 - 本站开始使用。